# Myrmeleon (Myrmeleon) alticolus
Myrmeleon (Myrmeleon) alticolus is een insect uit de familie van de mierenleeuwen (Myrmeleontidae), die tot de orde netvleugeligen (Neuroptera) behoort. 
Myrmeleon (Myrmeleon) alticolus is voor het eerst wetenschappelijk beschreven door Miller & Stange in Miller et al. in 1999.